# Biologie structurală

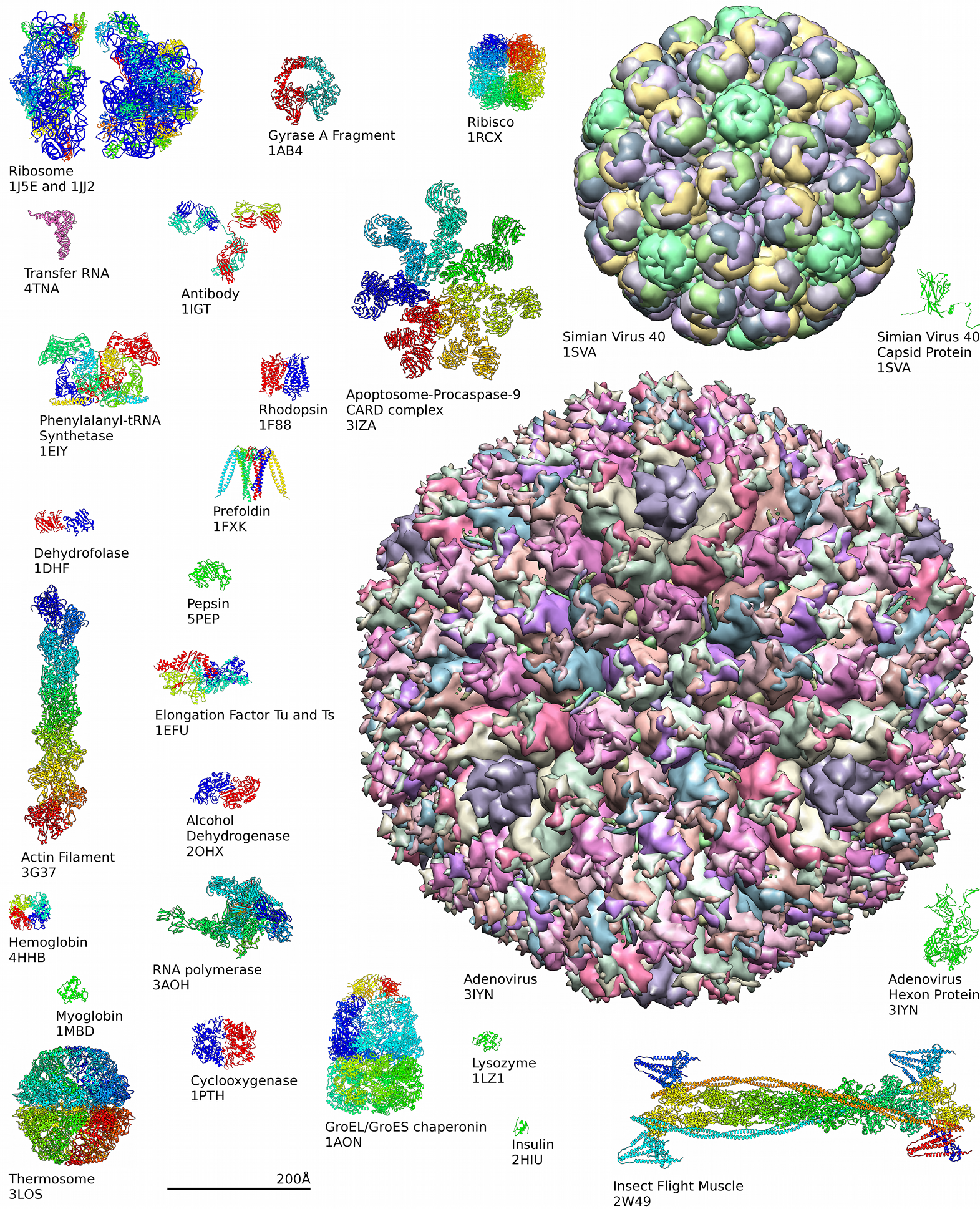
Exemple de structuri proteice de la Protein Data Bank (PDB)

Biologia structurală este o ramură a biologiei moleculare, biochimiei și biofizicii care se ocupă cu determinarea structurii biomoleculelor (moleculele din organismele vii). Biomoleculele sunt reprezentate de proteine (alcătuite din aminoacizi), ADN sau ARN (alcătuite din nucleotide) și membrane biologice (alcătuite din lipide). De asemenea, unul dintre rolurile acestei discipline este de a elucida modul în care aceste structuri sunt formare și cum diferite schimbări ale structurii lor moleculare duce la schimbarea fundamentală a funcțiilor.
Pentru a putea fi studiate in laborator aceste biomolecule trebuie sintetizate. Spre exemplu sinteza (exprimarea) proteinelor ce trebuie analizate se face intr-o gazda (cel mai adesea bacteria E. coli), in al carei ADN se incorporeaza gena proteinei. Bacteria va recunoaste gena proteinei si va incepe sa o produca (ulterior proteina fiind purificata si va merge spre analiza). Vezi manual biologie clasa a 12 - a (sinteza proteinelor).
Metaforic vorbind: asa cum un ceas mecanic este analizat rotita cu rotita pentru ai înțelege mecanismul de funcționare, tot asa, biologia structurala, pune sub microscop sistemele vii pentru a le înțelege mecanismul de funcționare. Persoanele care lucrează în biologia structurala sunt biofizicieni, biochimisti și alți specialiști din domeniul biologiei.